# Hulk em outras mídias
O personagem Hulk, criado pela Marvel Comics, produziu uma série de produtos homônimos numa franquia de mídia, tais como filmes, quadrinhos e jogos eletrônicos.

## Cinema

### Telefilmes
| Filme                            | Data de lançamento | Diretor        | Roteiro        |
| -------------------------------- | ------------------ | -------------- | -------------- |
| The Incredible Hulk Returns      | 1989               | Nicholas Corea | Nicholas Corea |
| The Trial of the Incredible Hulk | 1989               | Bill Bixby     | Gerald Di Pego |
| The Death of the Incredible Hulk | 1990               | Bill Bixby     | Gerald Di Pego |

### Dirigido por Ang Lee
| Filme | Data de lançamento  | Diretor | Roteiro                                    |
| ----- | ------------------- | ------- | ------------------------------------------ |
| Hulk  | 20 de junho de 2003 | Ang Lee | James Schamus, Michael France, John Turman |

### Universo Cinematográfico Marvel
| Filme                   | Data de lançamento    | Diretor                   | Roteiro                                       |
| ----------------------- | --------------------- | ------------------------- | --------------------------------------------- |
| The Incredible Hulk     | 8 de junho de 2008    | Louis Leterrier           | Zak Penn                                      |
| The Avengers            | 4 de maio de 2012     | Joss Whedon               | Joss Whedon                                   |
| Avengers: Age of Ultron | 1 de maio de 2015     | Joss Whedon               | Joss Whedon                                   |
| Thor: Ragnarok          | 3 de novembro de 2017 | Taika Waititi             | Eric Pearson, Craig Kyle, Christopher L. Yost |
| Avengers: Infinity War  | 27 de abril de 2018   | Anthony Russo e Joe Russo | Christopher Markus, Stephen McFeely           |
| Avengers: Endgame       | 26 de abril de 2019   | Anthony Russo e Joe Russo | Christopher Markus, Stephen McFeely           |

- Hulk, de 2003, foi o primeiro filme para cinema do personagem, com Eric Bana como Bruce Banner.
- The Incredible Hulk de 2008 reinventou o personagem e foi o segundo filme do Universo Cinematográfico Marvel, com Edward Norton como Bruce Banner.
- The Avengers, de 2012, trouxe de volta Bruce Banner, agora interpretado por Mark Ruffalo, que assumiria o papel nos filmes seguintes. O Hulk é um dos seis Vingadores originais que repelem uma invasão alienígena em Nova York.
- Iron Man 3 (2013) tem na cena pós-créditos a revelação que Tony Stark estava contando a história do filme para Bruce Banner.
- Em Avengers: Age of Ultron (2015), Hulk auxilia os Vingadores a enfrentar o exército do Barão von Strucker e recuperar o cetro de Loki. Bruce auxilia Tony a criar a inteligência artificial Ultron a partir do cetro, apenas para esta se voltar contra seus criadores, atacar a equipe e tentar a extinção humana. Ao final do filme, o Hulk dentro de um dos Quinjets da S.H.I.E.L.D. desliga o rádio e ruma para um destino desconhecido.
- Thor: Ragnarok (2017) revela que o Quinjet acabou indo parar no planeta Sakaar, onde o Hulk se torna um dos maiores gladiadores do Torneio dos Campeões. Após a reunião com Thor, Hulk reverte para Banner, que decide ajudar o amigo a voltar para Asgard.
- Avengers: Infinity War (2018) começa logo após a cena dos créditos de Ragnarok, com Thanos atacando a nave dos sobreviventes de Asgard. Thanos é atacado pelo Hulk mas vence, e Heimdall então usa suas últimas forças para transportar Banner de volta para a Terra e avisar da invasão iminente. Banner, que não consegue voltar a virar o Hulk ao longo do filme, enfrenta as forças de Thanos em Wakanda usando a armadura "Esmaga-Hulk" do Homem de Ferro, e é um dos sobreviventes quando Thanos usa as Joias do Infinito para eliminar metade da vida do universo.
- Avengers: Endgame (2019) começa com Banner, ainda na armadura, sendo um dos que foram atrás de Thanos, para descobrir que ele destruiu as Joias para sua dizimação não ser revertida. Cinco anos depois, Banner e seu alter-ego se juntaram no "Professor Hulk" que mantém a personalidade do cientista no corpo do Hulk.[1] No plano de conseguir as Joias do Infinito no passado, Banner viaja de volta para a Nova York de 2012 e convence a Anciã a lhe emprestar a Joia do Tempo dizendo que era parte dos planos do Doutor Estranho. De volta ao presente, o Hulk por causa de sua força, se voluntaria para ativar a manopla com as Joias do Infinito, revertando as mortes causadas por Thanos. Em seguida o Hulk é um dos herois que enfrentam as forças de uma versão de 2014 de Thanos.
- Shang-Chi and the Legend of the Ten Rings (2021) tem Bruce Banner aparecendo na cena dos créditos junto de Carol Danvers, revelando que uma análise dos braceletes de Shang-Chi não apontava nenhuma origem conhecida e os aneis ainda estavam emitindo um sinal misterioso.

## Televisão
- The Incredible Hulk foi uma série exibida entre 1978 e 1982. Bill Bixby interpretava David Banner, que se transformava no Hulk interpretado por Lou Ferrigno.[2]
- Bixby depois dirigiu três telefilmes continuando a história da série, A Volta do Incrível Hulk (1988), O Julgamento do Incrível Hulk (1989) e A Morte do Incrível Hulk (1990).
- Na série do Disney+ para o Universo Cinematográfico Marvel, She-Hulk: Attorney at Law, Mark Ruffalo volta a interpretar Bruce Banner, que acaba causando a transformação de sua prima Jennifer Walters na Mulher-Hulk quando ela entra em contato com seu sangue contaminado.[3]

## Animações
- The Marvel Super Heroes, a primeira animação baseada nos quadrinhos Marvel, incluía um segmento com histórias do Hulk.[4]
- The Incredible Hulk, de 1982, foi o primeiro desenho solo do personagem.
- The Incredible Hulk, de 1996, durou duas temporadas e contava com Lou Ferrigno dublando o Hulk.
- O filme animado Hulk Vs., de 2009, constitia de dois curtas, 'Hulk Vs Thor' e 'Hulk Vs Wolverine'.
- Planeta Hulk, de 2010, foi uma adaptação animada da série de quadrinhos homônima.[5]
- Hulk and the Agents of S.M.A.S.H. foi uma animação em que o Hulk era o líder de uma equipe de outros mutantes gama, no caso Mulher-Hulk, Hulk Vermelho, Bomba-A e Skaar.

## Jogos
- The Incredible Hulk foi um jogo de plataforma lançado em 1994.[6]
- The Incredible Hulk: The Pantheon Saga foi um jogo para PlayStation e Sega Saturn lançado em 1996, baseado nas histórias do personagem juntando-se ao grupo Panteão.
- Hulk, baseado no filme de 2003.
- The Incredible Hulk: Ultimate Destruction, de 2005.
- The Incredible Hulk (jogo eletrônico) foi um jogo de 2008 baseado no filme homônimo.